# Collegio di Makerfield
Makerfield è un collegio elettorale situato nella Grande Manchester, nel Nord Ovest dell'Inghilterra, e rappresentato alla Camera dei comuni del Parlamento del Regno Unito. Elegge un membro del parlamento con il sistema first-past-the-post, ossia maggioritario a turno unico; l'attuale parlamentare è Josh Simons del Partito Laburista, che rappresenta il collegio dal 2024.

## Estensione

Makerfield dal 2010 al 2024

- 1983-1997: i ward del borgo metropolitano di Wigan di Abram, Ashton-Golborne, Bryn, Lightshaw, Orrell, Winstanley e Worsley Mesnes.
- 1997-2010: i ward del borgo metropolitano di Wigan di Abram, Ashton-Golborne, Bryn, Ince, Orrell, Winstanley e Worsley Mesnes.
- 2010-2024: i ward del borgo metropolitano di Wigan di Abram, Ashton, Bryn, Hindley, Hindley Green, Orrell, Winstanley e Worsley Mesnes.
- dal 2024: i ward del borgo metropolitano di Wigan di Abram, Ashton-in-Makerfield South, Bryn with Ashton-in-Makerfield North, Hindley, Hindley Green, Leigh West, Orrell, Winstanley, Worsley Mesnes e piccole parti di Golborne and Lowton West e Ince.

Makerfield consiste delle parti occidentale e centrale del borgo metropolitano di Wigan, nella Greater Manchester. Comprende i ward meridionali e occidentali di Wigan, e quelli occidentali di Leigh.

## Membri del parlamento
| Elezione | Elezione        | Deputato        | Partito   |
| -------- | --------------- | --------------- | --------- |
|          | 1983            | Michael McGuire | Laburista |
| 1987     | Ian McCartney   |                 | Laburista |
| 2010     | Yvonne Fovargue |                 | Laburista |
| 2024     | Josh Simons     |                 | Laburista |

## Elezioni

### Elezioni negli anni 2020
| Partito                    | Partito                                | Candidato                  | Risultati 4 luglio 2024 | Risultati 4 luglio 2024 |
| Partito                    | Partito                                | Candidato                  | Voti                    | %                       |
| -------------------------- | -------------------------------------- | -------------------------- | ----------------------- | ----------------------- |
|                            | Laburista                              | Josh Simons                | 18 202                  | 45,21                   |
|                            | Reform UK                              | Robert Kenyon              | 12 803                  | 31,80                   |
|                            | Conservatore                           | Simon Finkelstein          | 4 379                   | 10,88                   |
|                            | Lib Dem                                | John Skipworth             | 2 735                   | 6,79                    |
|                            | Verdi                                  | Maria Deery                | 1 776                   | 4,41                    |
|                            | Democratici Inglesi                    | Thomas Bryer               | 368                     | 0,91                    |
|                            |                                        |                            |                         |                         |
| Iscritti                   | Iscritti                               | Iscritti                   | 76 641                  | 100,00                  |
| ↳ Votanti (% su iscritti)  | ↳ Votanti (% su iscritti)              | ↳ Votanti (% su iscritti)  | 40 398                  | 52,71                   |
| ↳ Astenuti (% su iscritti) | ↳ Astenuti (% su iscritti)             | ↳ Astenuti (% su iscritti) | 36 243                  | 47,29                   |
|                            |                                        |                            |                         |                         |
|                            | Esito: collegio confermato a Laburista |                            |                         |                         |

### Elezioni negli anni 2010
| Partito                    | Partito                                | Candidato                  | Risultati 12 dicembre 2019 | Risultati 12 dicembre 2019 |
| Partito                    | Partito                                | Candidato                  | Voti                       | %                          |
| -------------------------- | -------------------------------------- | -------------------------- | -------------------------- | -------------------------- |
|                            | Laburista                              | Yvonne Fovargue            | 19 954                     | 45,08                      |
|                            | Conservatore                           | Nick King                  | 15 214                     | 34,37                      |
|                            | Brexit                                 | Ross Wright                | 5 817                      | 13,14                      |
|                            | Lib Dem                                | John Skipworth             | 2 108                      | 4,76                       |
|                            | Verdi                                  | Sheila Shaw                | 1 166                      | 2,63                       |
|                            |                                        |                            |                            |                            |
| Iscritti                   | Iscritti                               | Iscritti                   | 74 190                     | 100,00                     |
| ↳ Votanti (% su iscritti)  | ↳ Votanti (% su iscritti)              | ↳ Votanti (% su iscritti)  | 44 259                     | 59,66                      |
| ↳ Astenuti (% su iscritti) | ↳ Astenuti (% su iscritti)             | ↳ Astenuti (% su iscritti) | 29 931                     | 40,34                      |
|                            |                                        |                            |                            |                            |
|                            | Esito: collegio confermato a Laburista |                            |                            |                            |

| Partito                    | Partito                                | Candidato                  | Risultati 8 giugno 2017 | Risultati 8 giugno 2017 |
| Partito                    | Partito                                | Candidato                  | Voti                    | %                       |
| -------------------------- | -------------------------------------- | -------------------------- | ----------------------- | ----------------------- |
|                            | Laburista                              | Yvonne Fovargue            | 28 245                  | 60,18                   |
|                            | Conservatore                           | Adam Carney                | 14 703                  | 31,33                   |
|                            | Indipendente                           | Bob Brierley               | 2 663                   | 5,67                    |
|                            | Lib Dem                                | John Skipworth             | 1 322                   | 2,82                    |
|                            |                                        |                            |                         |                         |
| Iscritti                   | Iscritti                               | Iscritti                   | 73 562                  | 100,00                  |
| ↳ Votanti (% su iscritti)  | ↳ Votanti (% su iscritti)              | ↳ Votanti (% su iscritti)  | 46 933                  | 63,80                   |
| ↳ Astenuti (% su iscritti) | ↳ Astenuti (% su iscritti)             | ↳ Astenuti (% su iscritti) | 26 629                  | 36,20                   |
|                            |                                        |                            |                         |                         |
|                            | Esito: collegio confermato a Laburista |                            |                         |                         |

| Partito                    | Partito                                | Candidato                  | Risultati 7 maggio 2015 | Risultati 7 maggio 2015 |
| Partito                    | Partito                                | Candidato                  | Voti                    | %                       |
| -------------------------- | -------------------------------------- | -------------------------- | ----------------------- | ----------------------- |
|                            | Laburista                              | Yvonne Fovargue            | 23 208                  | 51,82                   |
|                            | UKIP                                   | Andrew Collinson           | 10 053                  | 22,45                   |
|                            | Conservatore                           | Syeda Zaidi                | 8 752                   | 19,54                   |
|                            | Lib Dem                                | John Skipworth             | 1 639                   | 3,66                    |
|                            | Verdi                                  | Philip Mitchell            | 1 136                   | 2,54                    |
|                            |                                        |                            |                         |                         |
| Iscritti                   | Iscritti                               | Iscritti                   | 74 398                  | 100,00                  |
| ↳ Votanti (% su iscritti)  | ↳ Votanti (% su iscritti)              | ↳ Votanti (% su iscritti)  | 44 788                  | 60,20                   |
| ↳ Astenuti (% su iscritti) | ↳ Astenuti (% su iscritti)             | ↳ Astenuti (% su iscritti) | 29 610                  | 39,80                   |
|                            |                                        |                            |                         |                         |
|                            | Esito: collegio confermato a Laburista |                            |                         |                         |

| Partito                    | Partito                                | Candidato                  | Risultati 6 maggio 2010 | Risultati 6 maggio 2010 |
| Partito                    | Partito                                | Candidato                  | Voti                    | %                       |
| -------------------------- | -------------------------------------- | -------------------------- | ----------------------- | ----------------------- |
|                            | Laburista                              | Yvonne Fovargue            | 20 700                  | 47,29                   |
|                            | Conservatore                           | Itrat Ali                  | 8 210                   | 18,76                   |
|                            | Lib Dem                                | Dave Crowther              | 7 082                   | 16,18                   |
|                            | Indipendente                           | Bob Brierley               | 3 424                   | 7,82                    |
|                            | BNP                                    | Ken Haslam                 | 3 229                   | 7,38                    |
|                            | Indipendente                           | John Mather                | 1 126                   | 2,57                    |
|                            |                                        |                            |                         |                         |
| Iscritti                   | Iscritti                               | Iscritti                   | 73 688                  | 100,00                  |
| ↳ Votanti (% su iscritti)  | ↳ Votanti (% su iscritti)              | ↳ Votanti (% su iscritti)  | 43 771                  | 59,40                   |
| ↳ Astenuti (% su iscritti) | ↳ Astenuti (% su iscritti)             | ↳ Astenuti (% su iscritti) | 29 917                  | 40,60                   |
|                            |                                        |                            |                         |                         |
|                            | Esito: collegio confermato a Laburista |                            |                         |                         |

### Elezioni negli anni 2000
| Partito                    | Partito                                | Candidato                  | Risultati 5 maggio 2005 | Risultati 5 maggio 2005 |
| Partito                    | Partito                                | Candidato                  | Voti                    | %                       |
| -------------------------- | -------------------------------------- | -------------------------- | ----------------------- | ----------------------- |
|                            | Laburista                              | Ian McCartney              | 22 494                  | 63,22                   |
|                            | Conservatore                           | Kulveer Ranger             | 4 345                   | 12,21                   |
|                            | Lib Dem                                | Trevor Beswick             | 3 789                   | 10,65                   |
|                            | Community Action                       | Peter Franzen              | 2 769                   | 7,78                    |
|                            | BNP                                    | Dennis Shambley            | 1 221                   | 3,43                    |
|                            | UKIP                                   | Gregory Atherton           | 962                     | 2,70                    |
|                            |                                        |                            |                         |                         |
| Iscritti                   | Iscritti                               | Iscritti                   | 69 087                  | 100,00                  |
| ↳ Votanti (% su iscritti)  | ↳ Votanti (% su iscritti)              | ↳ Votanti (% su iscritti)  | 35 580                  | 51,50                   |
| ↳ Astenuti (% su iscritti) | ↳ Astenuti (% su iscritti)             | ↳ Astenuti (% su iscritti) | 33 507                  | 48,50                   |
|                            |                                        |                            |                         |                         |
|                            | Esito: collegio confermato a Laburista |                            |                         |                         |

| Partito                    | Partito                                | Candidato                  | Risultati 7 giugno 2001 | Risultati 7 giugno 2001 |
| Partito                    | Partito                                | Candidato                  | Voti                    | %                       |
| -------------------------- | -------------------------------------- | -------------------------- | ----------------------- | ----------------------- |
|                            | Laburista                              | Ian McCartney              | 23 789                  | 68,43                   |
|                            | Conservatore                           | Jane Brooks                | 6 129                   | 17,63                   |
|                            | Lib Dem                                | David Crowther             | 3 990                   | 11,48                   |
|                            | Alleanza Socialista                    | Malcolm Jones              | 858                     | 2,47                    |
|                            |                                        |                            |                         |                         |
| Iscritti                   | Iscritti                               | Iscritti                   | 68 479                  | 100,00                  |
| ↳ Votanti (% su iscritti)  | ↳ Votanti (% su iscritti)              | ↳ Votanti (% su iscritti)  | 34 856                  | 50,90                   |
| ↳ Astenuti (% su iscritti) | ↳ Astenuti (% su iscritti)             | ↳ Astenuti (% su iscritti) | 33 623                  | 49,10                   |
|                            |                                        |                            |                         |                         |
|                            | Esito: collegio confermato a Laburista |                            |                         |                         |

## Risultati dei referendum

### Referendum sulla permanenza del Regno Unito nell'Unione europea del 2016
|             | Collegio   | Lasciare UE % | Rimanere in UE % |
| ----------- | ---------- | ------------- | ---------------- |
|             | Makerfield | 65,0%         | 35,0%            |
| Inghilterra | 53,3%      | 46,7%         |                  |
| Regno Unito | 51,9%      | 48,1%         |                  |